# Torre de Vilela
Torre de Vilela est une ancienne paroisse civile portugaise (en portugais : freguesia) de la municipalité de Coimbra dans le district du même nom.
La loi no 11-A/2013 du 28 janvier 2013, portant réorganisation administrative du territoire des freguesias, fusionne Torre de Vilela avec la paroisse voisine de Trouxemil pour former l’União das freguesias de Trouxemil e Torre de Vilela (dont le siège est à Trouxemil).